# Яковлєв Андрій Володимирович
Андрій Володимирович Яковлєв (2 квітня 1971, Ворошиловград, нині Луганськ) — український режисер і сценарист, автор Студії 95 квартал. Був автором і капітаном команди КВН «Ворошиловські стрільці» (Луганськ) (рос. «Ворошиловские стрелки»).

## Біографія
Закінчив Луганський державний педагогічний університет, спеціальність — вчитель історії та суспільствознавства, У 2008 році закінчив Всеросійський державний інститут кінематографії (майстерня А. Е. Бородянського), спеціальність — кінодраматургія, автор і капітан команди «Ворошиловські стрільці» (Луганськ) у її складі зіграв 7 ігор у Вищій Лізі, а в 1994 році команда «Ворошиловські стрільці» дійшла до фіналу, грав у «Запоріжжя-Кривий Ріг-Транзит») Працював на ТВ-6. Редактор Першої ліги Міжнародного союзу КВН з 2003 по 2005 рік. Писав сценарії для телепередач «У суботу ввечері», «Амба ТБ». Сценарист серіалів «Театральні історії», «Моя прекрасна няня», «Люба, діти та завод…», «Хто в домі господар?». На двох останніх працював головним редактором.
У 2007 році його запрошує «Студія Квартал-95», восени 2007 року він формує авторську групу «КиноКвартал».

## Особисте життя
Має дружину Наталію, дочку Олександру і сина Івана

## Телебачення
Сценарій
- «У суботу ввечері»
- «Амба ТБ».
- «Обережно Росія»[1]

Актор
- «Вулиця Весела»
- «Обережно, діти!»

## Фільмографія
Сценарист
- 2005 — Туристи
- 2005 — 2006 — Люба, діти і завод
- 2004 — 2006 — Моя прекрасна няня
- 2006 — Солдати 10
- 2006 — 2007 — Хто в домі господар?
- 2007 — Солдати — 11
- 2007 — Солдати — 12
- 2008 — Ванька Грозний
- 2008 — Свати
- 2009 — Любов у великому місті[5] (Автор ідеї, діалоги)
- 2010 — Любов у великому місті 2 (Автор ідеї, діалоги)[6]
- 2010 — Новорічні свати
- 2011 — Байки Мітяя
- 2012 — Ржевський проти Наполеона
- 2015 — Слуга народу

Продюсер
- 2009 — Чудо
- 2010 — Новорічні свати
- 2011 — Службовий роман. Наш час[7]
- 2012 — Ржевський проти Наполеона

Режисер, сценарист і продюсер
- 2009 — Свати 2
- 2009 — Свати 3
- 2010 — Свати 4
- 2011 — Свати 5
- 2013 — Свати 6
- 2016 — Родичі
- 2019 — Папік
- 2021 — Папік 2
- 2021 — Свати 7

Продюсер, сценарист
- 2011 — Байки Мітяя

## Нагороди
- Телетріумф в 2010 році за фільм Свати[8]